# Lego Супергерои DC: Аквамен — Ярость Атлантиды
«Lego Супергерои DC: Аквамен — Ярость Атлантиды» (англ. Lego DC Comics Super Heroes: Aquaman — Rage of Atlantis) — мультипликационный фильм, предназначенный для домашнего просмотра и основанный на персонажах «DC Comics». Фильм является восьмым в линейке «Lego DC Comics». Премьера картины состоялась 22 июля 2018 года на фестивале San Diego Comic-Con International в Сан-Диего.

## Сюжет
Лига Справедливости спешит обезвредить охотника за головами Лобо, занятого поисками на складе хранения инопланетных артефактов. Узнав, что действие происходит на Озере Страха, Аквамен спешит на место, чтобы применить свою силу повелевать водной стихией и доказать свою полезность Лиге Справедливости. Прибыв раньше других, он понимает, что находится в пустыне и его навыки бесполезны. Лобо с лёгкостью расправляется с героем. Несмотря на подоспевшую подмогу в лице Бэтмена, Супермена, Чудо-женщины, Киборга и нового Зелёного Фонаря Джессики Круз, космическому наёмнику удаётся найти светящийся шар и улететь с ним.
Чтобы скрасить горечь поражения, Аквамен приглашает своих друзей в Атлантиду отпраздновать годовщину его коронации. Однако под водой сводный брат Аквамена, называющий себя Повелителем Океана, собирает атлантов и настраивает их против короля, объявляя его узурпатором. Аквамен соглашается с доводами и отдаёт корону Повелителю Океана, который представляет всем своего нового советника Атроцитуса из Корпуса Красных Фонарей. Охваченные гневом, вызванным красным свечением, подводные жители нападают на Аквамена и его соратников. Все, кроме сомневающейся в своих способностях Джессики Круз, перемещаются через портал в другой водный мир.
К величайшему удивлению Аквамена, они оказываются в пустынном мире с красным солнцем, лишающим Супермена его способностей. Члены Лиги Справедливости обнаруживают, что Красные Фонари обезвоживают миры и такая же участь ожидает Землю. Не выдержав неравного боя с подручными Атроцитуса, герои скитаются по пустыне, используя способность Аквамена притягиваться к воде, пока не оказываются в баре, единственном месте на осушённой планете, где можно достать воду. Там же они встречают Лобо и узнают, что тот был нанят Повелителем Океана украсть светящийся шар, а теперь ищет своего друга-дельфина Фиши. Зная, что дельфин во власти Красных Фонарей, Лига Справедливости объединяется с Лобо, чтобы вернуться домой и вырвать Фиши из оков захватчиков.
Тем временем жена Аквамена Мера помогает Джессике Круз сбежать из Атлантиды, но сама попадает под влияние красного излучения. Оказавшись на поверхности Зелёный Фонарь объединяется с Робином и Бэтгёрл, чтобы противостоять вторжению атлантов во главе с разъяренной Мерой. Страх того, что весь мир наблюдает за ней в новостях, заставляет Круз покинуть поле боя. Однако, увидев, что Робину и Бэтгёрл угрожает опасность, она возвращается и, используя силу Зелёного Фонаря, освобождает Меру от влияния красного света.
Между тем, члены Лиги Справедливости разгромили фабрику Красных Фонарей, однако Фиши и другие приспешники Атроцитуса уходят через портал на Землю и закрывают его. Расстроенный Лобо улетает, а герои используют резервные мощности и новые транспортные средства, чтобы временно открыть портал и вернуться на Землю. Повелитель Океана и Атроцитус побеждают их и заточают в клетке. Именно теперь Красный Фонарь раскрывает свои намерения осушить Землю. Осознав свою ошибку, Повелитель Океана помогает членам Лиги Справедливости вырваться из клетки и, используя свою магию, защищает их от красного свечения. Выхватив легендарный трезубец Посейдона, Аквамен получает грозное оружие, позволившее победить Атроцитуса и уничтожить источник его силы. Однако насос, распыляющий земную воду в космос, продолжает работать и, даже объединив все силы, Лига Справедливости не способна разрушить его, пока к ним не присоединяются Лобо и Фиши. После уничтожения насоса, Супермен возвращает воду из космоса на Землю.
Завладев трезубцем, Аквамен возвращает право называться королём Атлантиды. Лобо забирает скованных Красных Фонарей, чтобы получить за них награду, и вместе с Фиши покидает Землю. Во время празднования их победы члены Лиги Справедливости узнают о нападении Гориллы Гродда на Катманду и отправляются обезвредить злодея.

## Роли озвучивали
| Актёр            | Роль                            |
| ---------------- | ------------------------------- |
| Ди Брэдли Бейкер | Аквамен                         |
| Трой Бейкер      | Бэтмен                          |
| Грей Делайл      | Чудо-женщина, Лоис Лейн, Кольцо |
| Нолан Норт       | Супермен                        |
| Хари Пейтон      | Киборг                          |
| Кристина Милиция | Джессика Круз                   |
| Сьюзан Айзенберг | Мера (DC Comics)                |
| Джонатан Адамс   | Атроцитус                       |
| Фред Таташор     | Лобо                            |
| Тревор Дивэлл    | Повелитель Океана               |
| Эрик Бауза       | Джимми Олсен, бармен            |
| Скотт Менвиль    | Робин                           |
| Элисон Стоунер   | Бэтгёрл                         |
| Ванесса Маршалл  | Ядовитый Плющ                   |